# Flaga Chakasji
Flaga Chakasji – barwy pochodzą z flagi rosyjskiej, by podkreślić nadrzędność Rosji. Zieleń oznacza bezkresne lasy Syberii. Znak solarny jest popularnym, w Azji, symbolem wiązanym z pozytywnymi konotacjami. W tym wypadku, symbolizuje mądrość przodków, którzy go używali.
Przyjęta 8 lipca 1992 roku. 24 września 2003 zmieniono układ barw. Proporcje 1:2.

1992-1993
1993-2002
2002-2003